# Аріаріх
Аріаріх або Аріак (кін. III ст. — після 332) — перший відомий король вестготів, що правив до середини 330-их років. Уклав перший договір між Римською імперією та готським народом.

## Життєпис
Про батьків нічого невідомо. Ймовірно, спочатку обіймав посаду кіндінса («судді»). На чолі частини тревінгів (вестготів) зумів на початку 300-х років втримати владу над Дакією. Але вестготи дедалі більше зазнавали нападів з боку вандалів. У цей час Аріаріх обирається королем. Протягом 310-х років Аріаріх вів війни проти сарматів, що мешкали біля річки Тиса. У битві з останніми тревінги здобули перемогу, але загинув молодший вождь Відігоя.
У 320-х вестготи в союзі з тайфалами та роксоланами почали напади на римську територію. У 328 році імператор Костянтин I перейшов Дунай, вдершись на територію колишньої Римської Дакії. У битві в межах річок сучасної Олтенії вестготи зазнали нищівної поразки.
Імператор Костянтин I Великий в 332 уклав з Араріхом союз, за умовами якого вестготи за щорічну грошову винагороду поставляли певну кількість допоміжних загонів і могли відновити життєво необхідну для них торгівлю з римськими сусідами на Дунаї. З цього часу вестготи стають римськими федератами, забезпечивши безпеку кордонів імперії та формальне відновлення її влади над Дакією.

## Родина
- Аоріх, що був батьком короля Атанаріха